# 三重県道721号度会南勢線
三重県道721号度会南勢線（みえけんどう721ごう わたらいなんせいせん）は、三重県度会郡度会町から同郡南伊勢町に至る一般県道である。度会町と南伊勢町の境に「鴻坂峠」がある。

## 概要

### 路線データ
- 起点：度会郡度会町脇出字北出58番1地先[1]
- 終点：度会郡南伊勢町斎田字大年沖214番3地先[1]
- 総延長：10.5917km[1]
- 重複区間：なし

## 地理

### 通過する自治体
- 三重県度会郡
  - 度会町
  - 南伊勢町

### 接続する主な路線
- 三重県道22号伊勢南島線：起点
- 国道260号：終点

### 周辺
- 一之瀬公民館
- 一之瀬郵便局
- 脇出バス停
- 斎田口バス停